# Kwon Hjok
Kwon Hjok (korejsky 권혁, Kwŏn Hjŏk, * 10. listopadu 1992 Soul), známější pod uměleckým jménem Dean (딘), je jihokorejský zpěvák, rapper, hudební skladatel, producent a režisér. Dne 25. března 2016 vydal svoje debutové album s názvem 130 Mood: TRBL, na kterém pracoval s korejskými a americkými umělci.